# Niagara IceDogs
Niagara IceDogs – juniorski klub hokejowy z siedzibą w St. Catharines w prowincji Ontario w Kanadzie.
Klub jest kontynuatorem prawnym zespołu Mississauga IceDogs (1998-2007). Przystąpił do OHL od sezonu 2007/2008.
Zespołem farmerskim jest drużyna St. Catharines Falcons w lidze GOJHL.

## Sukcesy
- Emms Trophy: 2012
- Bobby Orr Trophy: 2012, 2016